# 南京东郊国宾馆
南京东郊国宾馆始建于1957年，地址在南京市中山陵5号，处于中山陵与明孝陵之间的紫霞湖畔，位于紫金山风景区内。
东郊国宾馆星级为五星级，是中共江苏省委办公厅的直属事业单位，主要承担江苏省的政治接待任务。
毛泽东曾经下榻此处。